# Eupithecia molliaria
Eupithecia molliaria är en fjärilsart som beskrevs av Dyar 1913. Eupithecia molliaria ingår i släktet Eupithecia och familjen mätare. Inga underarter finns listade i Catalogue of Life.